# Sheraton (sieć hotelowa)

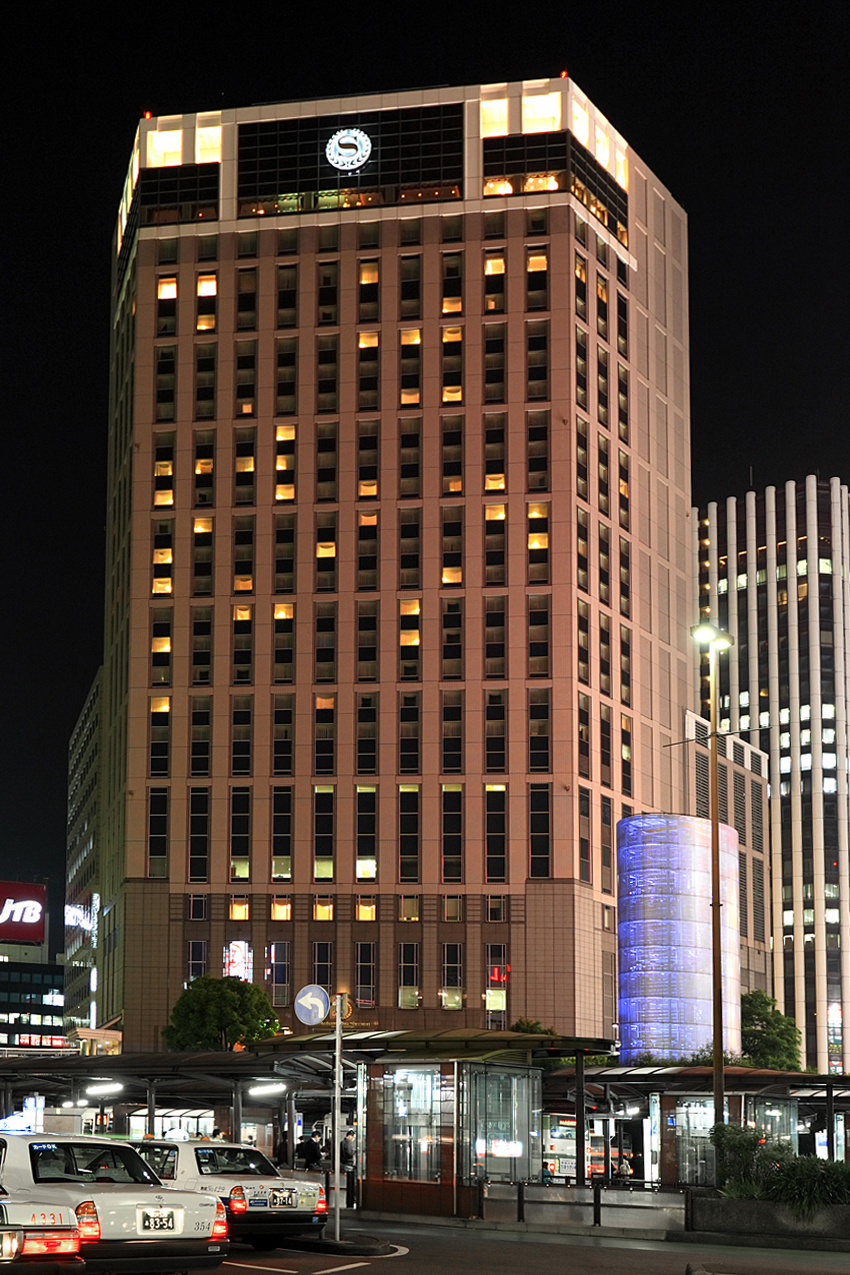
Hotel Yokohama Bay Sheraton Hotel & Towers w Jokohamie

Sheraton Hotels and Resorts – międzynarodowa sieć hotelowa należąca do amerykańskiej spółki Marriott International. Powstała w 1937 w Springfield, w stanie Massachusetts. Na dzień 31 grudnia 2021 do sieci należało 437 hoteli na całym świecie z łącznie 153 242 pokojami.

## Historia
Historia powstania sieci rozpoczyna się w roku 1933, kiedy to dwóch kolegów z Uniwersytetu Harvarda Ernest Henderson oraz Robert Moore kupili Continental Hotel w Cambridge w stanie Massachusetts.
W 1937 r. Henderson i Moore kupują spółkę Standard Investing Corporation oraz International Equities Corporation, które przemianowują w Standard Equities Corporation. Firma ta staje się właściwą prowadzącą kolejne hotele. W tym samym roku nabywają drugi hotel i pierwszy w ramach nowej firmy, Stonehaven Hotel w Springfield, w stanie Massachusetts. Był to przebudowany budynek mieszkalny. Sieć hoteli Sheraton datuje swoje założenie właśnie na ten rok i uważa tę nieruchomość za swój pierwszy hotel.
Nazwę swoją sieć wzięła od trzeciego hotelu, który para nabyła w Bostonie w 1939 roku. Hotel ten posiadał duży, podświetlany napis na dachu z napisem „Sheraton Hotel”, którego zmiana była zbyt kosztowna. W związku z tym Henderson i Moore postanowili nazwać wszystkie swoje hotele tą nazwą.
W 1941 r. przedsiębiorcy nabywają kolejny obiekt Copley Plaza Hotel w Bostonie i kontynuowali szybki rozwój, kupując nieruchomości wzdłuż wybrzeża Oceanu Atlantyckiego od Maine po Florydę. W 1946 r. Standard Equities Corporation połączyła się z United States Realty and Improvement Corporation, tworząc Sheraton Corporation of America, która stała się pierwszą siecią hoteli notowaną na nowojorskiej giełdzie papierów wartościowych New York Stock Exchange w 1947 r. W 1949 r. Sheraton rozszerzył swoją działalność na arenie międzynarodowej, kupując sieć Ford Hotels z trzema obiektami w Toronto, Ottawie i Montrealu. Szybko odsprzedali nieruchomości w Toronto i Ottawie, aby sfinansować ich dalszą ekspansję w Kanadzie w 1950 roku, płacąc 4,8 mln dolarów za zakup Cardy Hotels, sieci sześciu nieruchomości w Ontario i Quebecu.
W 1956 roku Sheraton zapłacił 30 mln dolarów za zakup Eppley Hotel Company, która była wówczas największą prywatną firmą hotelarską w Stanach Zjednoczonych, posiadającą 22 nieruchomości w sześciu stanach środkowo-zachodnich. Sheraton zachował dziesięć największych hoteli a odsprzedał pozostałe dwanaście. W tym samym roku firma nabyła swoje pierwsze motele, kupując dwie nieruchomości na przedmieściach Syracuse w stanie Nowy Jork. W 1957 r. Sheraton, który wcześniej koncentrował się na przejmowaniu istniejących obiektów, otworzył swój pierwszy nowo wybudowany hotel Philadelphia Sheraton Hotel. Dwa lata później Sheraton nabył swoje pierwsze nieruchomości poza Ameryką Północną, kupując cztery hotele należące do Matson Lines przy plaży Waikīkī na Hawajach.
W 1961 r. otworzono pierwszy hotel poza Stanami Zjednoczonymi i Kanadą, a mianowicie hotel Sheraton Tel Aviv w Izraelu. W tym samym roku otworzono kolejne dwa hotele na Karaibach Kingston Hotel oraz British Colonial Hotel. W 1963 r. otworzono pierwszy hotel w Ameryce Południowej Macuto-Sheraton Hotel. Pierwszy hotel na Bliskim Wschodzie pod marką Sheraton otworzono w 1966 r. jako Kuwait-Sheraton Hotel. Rok później powstają kolejne hotele w Azji, w Manili Sheraton-Philippines, w Europie Sheraton-Du Cap Hotel na Korsyce oraz dwa hotele w Australii. W 1969 r. sieć Sheraton kupuje amerykański koncern ITT Inc.
W 1970 r. otwarty zostaje w Kairze pierwszy hotel sieci w Afryce Sheraton Cairo Hotel & Casino, a rok później drugi po Korsyce a pierwszy w kontynentalnej Europie, w Szwecji, Sheraton Stockholm Hotel. W latach 1977–1997 siedziba firmy znajdowała się w Bostonie.
W roku 1990 sieć przemianowano na ITT Sheraton. 13 stycznia 1992 sieć wyodrębniła 61 swoich hoteli jako ITT Sheraton Luxury Collection. Okrętem flagowym został hotel St. Regis New York w Nowym Jorku. W 1994 r. ITT Sheraton zakupiła włoską sieć hotelową Compagnia Italiana Grandi Alberghi. Niektóre z hoteli stały się hotelami Sheraton, inne zaś hotelami ITT Sheraton Luxury Collection. W kwietniu 1995 firma wprowadza nową markę hoteli średniej klasy Four Points by Sheraton.
W 1998 r. Starwood Hotels and Resorts Worldwide kupuje za 13,3 mld USD ITT Sheraton, przebijając tym samym ofertę konkurenta Hilton Worldwide. The Luxury Collection stało się osobną marką.
W 2016 r. Starwood został zakupiony przez Marriott International.

## Hotele
Do sieci Sheraton należy 435 hoteli na całym świecie, w tym 50 hoteli w Europie. W Polsce działają cztery hotele Sheraton (12 lutego 2023).

### Afryka
- Algieria

- Sheraton Annaba Hotel
- Sheraton Club des Pins Resort

- Dżibuti

- Sheraton Djibouti

- Egipt

| • Sheraton Cairo Hotel & Casino    | • Sheraton Sharm Hotel, Resort, Villas & Spa |
| • Sheraton Miramar Resort El Gouna | • Sheraton Soma Bay Resort                   |

- Gwinea

- Sheraton Grand Conakry

- Nigeria

- Sheraton Lagos Hotel

- Południowa Afryka

- Sheraton Pretoria Hotel

- Tunezja

- Sheraton Tunis Hotel

- Uganda

- Sheraton Kampala Hotel

### Ameryka Południowa
- Argentyna

| • Sheraton Buenos Aires Hotel & Convention Center | • Sheraton Pilar Hotel & Convention Center |
| • Sheraton Mar del Plata Hotel                    | • Sheraton Salta Hotel                     |
| • Sheraton Mendoza Hotel                          | • Sheraton Tucuman Hotel                   |

- Brazylia

| • Sheraton Grand Rio Hotel & Resort | • Sheraton São Paulo WTC Hotel |
| • Sheraton Santos Hotel             | • Sheraton Vitoria Hotel       |

- Chile

- Sheraton Miramar Hotel & Convention Center
- Sheraton Santiago Hotel and Convention Center

- Ekwador

- Sheraton Guayaquil Hotel
- Sheraton Quito Hotel

- Kolumbia

- Sheraton Bogota Hotel

- Paragwaj

- Sheraton Asuncion Hotel

- Peru

- Sheraton Lima Historic Center

- Urugwaj

- Sheraton Colonia Golf & Spa Resort

### Ameryka Północna
- Kanada

| • Le Centre Sheraton Montreal Hotel                       | • Sheraton Hamilton Hotel         | • Sheraton Parkway Toronto North Hotel & Suites | • Sheraton Toronto Airport Hotel & Conference Centre |
| • Sheraton Cavalier Calgary Hotel                         | • Sheraton Hotel Newfoundland     | • Sheraton Pilar Hotel & Convention Center      | • Sheraton Vancouver Airport Hotel                   |
| • Sheraton Cavalier Saskatoon Hotel                       | • Sheraton Laval Hotel            | • Sheraton Saint-Hyacinthe Hotel                | • Sheraton Vancouver Guildford Hotel                 |
| • Sheraton Centre Toronto Hotel                           | • Sheraton Montreal Airport Hotel | • Sheraton Suites Calgary Eau Claire            | • Sheraton Vancouver Wall Centre                     |
| • Sheraton Gateway Hotel in Toronto International Airport | • Sheraton Ottawa Hotel           |                                                 |                                                      |

- Stany Zjednoczone

- Alabama

- Sheraton Birmingham Hotel

- Alaska

- Sheraton Anchorage Hotel & Spa

- Arizona

| • Sheraton Grand at Wild Horse Pass        | • Sheraton Phoenix Crescent | • Sheraton Tucson Hotel & Suites |  |
| • Sheraton Mesa Hotel at Wrigleyville West | • Sheraton Phoenix Downtown |                                  |  |

- Connecticut

- Sheraton Hartford Hotel at Bradley Airport
- Sheraton Hartford South Hotel

- Dakota Południowa

- Sheraton Sioux Falls & Convention Center

- Delaware

- Sheraton Suites Wilmington Downtown

- Floryda

| • Sheraton Jacksonville Hote                              | • Sheraton Orlando North Hotel                     | • Sheraton Suites Fort Lauderdale Plantation | • Sheraton Tampa Brandon Hotel |
| • Sheraton Miami Airport Hotel & Executive Meeting Center | • Sheraton Sand Key Resort                         | • Sheraton Suites Orlando Airport            | • Walt Disney World Dolphin    |
| • Sheraton Orlando Lake Buena Vista Resort                | • Sheraton Suites Fort Lauderdale at Cypress Creek |                                              |                                |

- Georgia

| • Sheraton Atlanta Hotel                 | • Sheraton Augusta Hotel           |
| • Sheraton Atlanta Perimeter North Hotel | • Sheraton Suites Galleria-Atlanta |

- Hawaje

| • Sheraton Kauai Coconut Beach Resort | • Sheraton Maui Resort & Spa | • Sheraton Waikiki |
| • Sheraton Kauai Resort               | • Sheraton Princess Kaiulani |                    |

- Illinois

| • Sheraton Chicago Northbrook Hotel | • Sheraton Lisle Naperville Hotel   | • Sheraton Suites Chicago O’Hare |
| • Sheraton Grand Chicago Riverwalk  | • Sheraton Suites Chicago Elk Grove |                                  |

- Indiana

| • Sheraton Indianapolis City Centre Hotel          |
| • Sheraton Indianapolis Hotel at Keystone Crossing |
| • Sheraton Louisville Riverside Hotel              |

- Iowa

- Sheraton West Des Moines Hotel

- Kalifornia

| • Sheraton Agoura Hills Hotel                 | • Sheraton Gateway Los Angeles Hotel | • Sheraton Mission Valley San Diego Hotel   | • Sheraton Redding Hotel at the Sundial Bridge |
| • Sheraton Carlsbad Resort & Spa              | • Sheraton Grand Los Angeles         | • Sheraton Ontario Airport Hotel            | • Sheraton San Diego Hotel & Marina            |
| • Sheraton Cerritos Hotel                     | • Sheraton Grand Sacramento Hotel    | • Sheraton Palo Alto Hotel                  | • Sheraton San Jose Hotel                      |
| • Sheraton Fairplex Hotel & Conference Center | • Sheraton La Jolla Hotel            | • Sheraton Park Hotel at the Anaheim Resort | • Sheraton Sonoma Wine Country Petaluma        |
| • Sheraton Garden Grove – Anaheim South Hotel | • Sheraton Los Angeles San Gabriel   | • Sheraton Pasadena Hotel                   | • Sheraton Universal Hotel                     |

- Kansas

- Sheraton Overland Park Hotel at the Convention Center

- Karolina Południowa

- Sheraton Columbia Downtown Hotel
- Sheraton Myrtle Beach

- Karolina Północna

| • Sheraton Chapel Hill Hotel       | • Sheraton Charlotte Hotel            | • Sheraton Imperial Hotel Raleigh-Durham Airport at Research Triangle Park |
| • Sheraton Charlotte Airport Hotel | • Sheraton Greensboro at Four Seasons | • Sheraton Raleigh Hotel                                                   |

- Kolorado

| • Sheraton Denver Downtown Hotel    |
| • Sheraton Denver Tech Center Hotel |
| • Sheraton Denver West Hotel        |

- Luizjana

- Sheraton Metairie – New Orleans Hotel
- Sheraton New Orleans Hotel

- Maine

- Portland Sheraton at Sable Oaks

- Maryland

| • Sheraton Baltimore North Hotel                    | • Sheraton Inner Harbor Hotel |
| • Sheraton Baltimore Washington Airport Hotel – BWI | • Sheraton Rockville Hotel    |

- Massachusetts

| • Sheraton Boston Hotel         | • Sheraton Commander Hotel                      | • Sheraton Springfield Monarch Place Hotel |
| • Sheraton Boston Needham Hotel | • Sheraton Framingham Hotel & Conference Center |                                            |

- Michigan

| • Sheraton Ann Arbor Hotel       | • Sheraton Detroit Novi Hotel         |
| • Sheraton Detroit Metro Airport | • Sheraton Grand Rapids Airport Hotel |

- Minnesota

| • Sheraton Bloomington Hotel | • Sheraton Minneapolis West Hotel  |
| • Sheraton Duluth Hotel      | • Sheraton St. Paul Woodbury Hotel |

- Missisipi

- Sheraton Flowood The Refuge Hotel & Conference Center

- Missouri

| • Sheraton Kansas City Hotel at Crown Center |
| • Sheraton Westport Chalet Hotel St. Louis   |
| • Sheraton Westport Plaza Hotel St. Louis    |

- New Hampshire

- Sheraton Nashua
- Sheraton Portsmouth Harborside Hotel

- New Jersey

| • Sheraton Atlantic City Convention Center Hotel | • Sheraton Edison               | • Sheraton Mahwah Hotel     |
| • Sheraton Eatontown Hotel                       | • Sheraton Lincoln Harbor Hotel | • Sheraton Parsippany Hotel |

- Nowy Jork

| • Sheraton Brooklyn New York Hotel     | • Sheraton Syracuse University Hotel & Conference Center |
| • Sheraton LaGuardia East Hotel        | • Sheraton Tarrytown Hotel                               |
| • Sheraton New York Times Square Hotel | • Sheraton Tribeca New York Hotel                        |
| • Sheraton Niagara Falls               |                                                          |

- Nowy Meksyk

- Sheraton Albuquerque Airport Hotel
- Sheraton Albuquerque Uptown

- Ohio

| • Sheraton Columbus Hotel at Capitol Square |
| • Sheraton Suites Akron Cuyahoga Falls      |
| • Sheraton Suites Columbus Worthington      |

- Oklahoma

- Sheraton Oklahoma City Downtown Hotel

- Oregon

- Sheraton Portland Airport Hotel

- Pensylwania

| • Sheraton Bucks County Langhorne | • Sheraton Harrisburg Hershey Hotel           | • Sheraton Pittsburgh Airport Hotel           | • Sheraton Suites Philadelphia Airport |
| • Sheraton Erie Bayfront Hotel    | • Sheraton Philadelphia Downtown              | • Sheraton Pittsburgh Hotel at Station Square | • Sheraton Valley Forge Hotel          |
| • Sheraton Great Valley Hotel     | • Sheraton Philadelphia University City Hotel |                                               |                                        |

- Teksas

| • Sheraton Arlington Hotel                             | • Sheraton DFW Airport Hotel         | • Sheraton McKinney Hotel                                |
| • Sheraton Austin Georgetown Hotel & Conference Center | • Sheraton Fort Worth Downtown Hotel | • Sheraton North Houston at George Bush Intercontinental |
| • Sheraton Austin Hotel at the Capitol                 | • Sheraton Gunter Hotel San Antonio  | • Sheraton Stonebriar Hotel                              |
| • Sheraton Dallas Hotel                                | • Sheraton Houston Brookhollow Hotel | • Sheraton Suites Market Center Dallas                   |
| • Sheraton Dallas Hotel by the Galleria                |                                      |                                                          |

- Tennessee

| • Sheraton Grand Nashville Downtown     |
| • Sheraton Memphis Downtown Hotel       |
| • Sheraton Music City Nashville Airport |

- Utah

- Sheraton Park City
- Sheraton Salt Lake City Hotel

- Waszyngton

- Sheraton Grand Seattle

- Wirginia

| • Sheraton Norfolk Waterside Hotel | • Sheraton Richmond Airport Hotel          |
| • Sheraton Pentagon City Hotel     | • Sheraton Suites Old Town Alexandria      |
| • Sheraton Reston Hotel            | • Sheraton Virginia Beach Oceanfront Hotel |

- Wisconsin

- Sheraton Madison Hotel
- Sheraton Milwaukee Brookfield Hotel

### Ameryka Środkowa & Karaiby
- Dominikana

- Sheraton Santo Domingo Hotel

- Kostaryka

- Sheraton San Jose Hotel, Costa Rica

- Meksyk

| • Sheraton Ambassador Hotel                       |
| • Sheraton Buganvilias Resort & Convention Center |
| • Sheraton Chihuahua Soberano                     |
| • Sheraton Mexico City Maria Isabel Hotel         |

- Panama

- Sheraton Grand Panama

- Portoryko

- Sheraton Old San Juan Hotel
- Sheraton Puerto Rico Hotel & Casino

- Salwador

- Sheraton Presidente San Salvador Hotel

### Australia & Oceania
- Australia

| • Sheraton Grand Mirage Resort, Gold Coast   |
| • Sheraton Grand Mirage Resort, Port Douglas |
| • Sheraton Grand Sydney Hyde Park            |
| • Sheraton Melbourne Hotel                   |

- Fidżi

| • Sheraton Denarau Villas                      |
| • Sheraton Fiji Golf & Beach Resort            |
| • Sheraton Resort & Spa, Tokoriki Island, Fiji |

- Nowa Kaledonia

- Sheraton New Caledonia Deva Spa & Golf Resort

- Samoa

- Sheraton Samoa Aggie Grey’s Hotel & Bungalows
- Sheraton Samoa Beach Resort

### Azja
- Azerbejdżan

- Sheraton Baku Intourist

- Bangladesz

- Sheraton Dhaka

- Chiny

| • Sheraton Bailuhu Resort, Huizhou                  | • Sheraton Changbaishan Resort          | • Sheraton Changzhou Wujin Hotel         | • Sheraton Chongqing Hotel                 | • Sheraton Fuqing Hotel                  |
| • Sheraton Grand Hangzhou Wetland Park Resort       | • Sheraton Grand Wuhan Hankou Hotel     | • Sheraton Guangzhou Nansha Hotel        | • Sheraton Haikou Hotel                    | • Sheraton Hong Kong Hotel & Towers      |
| • Sheraton Huizhou Beach Resort                     | • Sheraton Jinzhou Hotel                | • Sheraton Maoming Hot Spring Resort     | • Sheraton Nanchang Hotel                  | • Sheraton Ninghai                       |
| • Sheraton Qingyuan Lion Lake Resort                | • Sheraton Sanya Resort                 | • Sheraton Shanghai Jiading Hotel        | • Sheraton Shenyang South City Hotel       | • Sheraton Shenzhou Peninsula Resort     |
| • Sheraton Tianjin Binhai Hotel                     | • Sheraton Xi’an Chanba                 | • Sheraton Yantai Golden Beach Resort    | • Sheraton Zhanjiang Hotel                 | • Sheraton Zhoushan Hotel                |
| • Sheraton Beihai Resort                            | • Sheraton Changchun Jingyuetan Hotel   | • Sheraton Changzhou Xinbei Hotel        | • Sheraton Chuzhou Hotel                   | • Sheraton Fuzhou Hotel                  |
| • Sheraton Grand Macao                              | • Sheraton Grand Xishuangbanna Hotel    | • Sheraton Guangzhou Panyu               | • Sheraton Harbin Xiangfang Hotel          | • Sheraton Hong Kong Tung Chung Hotel    |
| • Sheraton Huzhou Hot Spring Resort                 | • Sheraton Kaifeng                      | • Sheraton Maoming Romantic Beach Resort | • Sheraton Nanjing Kingsley Hotel & Towers | • Sheraton Qingdao Jiaozhou Hotel        |
| • Sheraton Qinhuangdao Beidaihe Hotel               | • Sheraton Shanghai Chongming Hotel     | • Sheraton Shanghai Waigaoqiao Hotel     | • Sheraton Shenzhen Futian Hotel           | • Sheraton Shunde Hotel                  |
| • Sheraton Wenzhou Hotel                            | • Sheraton Xi’an Hotel                  | • Sheraton Yinchuan                      | • Sheraton Zhaoqing Dinghu                 | • Sheraton Zhuhai Hotel                  |
| • Sheraton Beijing Huairou Hotel                    | • Sheraton Changde Wuling Hotel         | • Sheraton Chengdu Lido Hotel            | • Sheraton Daqing Hotel                    | • Sheraton Grand Beijing Dongcheng Hotel |
| • Sheraton Grand Shanghai Pudong Hotel & Residences | • Sheraton Grand Zhengzhou Hotel        | • Sheraton Guilin Hotel                  | • Sheraton Hefei Xinzhan Hotel             | • Sheraton Hsinchu Hotel                 |
| • Sheraton Jiangyin Hotel                           | • Sheraton Kunming                      | • Sheraton Mianyang                      | • Sheraton Ningbo Hotel                    | • Sheraton Qiandao Lake Resort           |
| • Sheraton Rizhao Hotel                             | • Sheraton Shanghai Fengxian            | • Sheraton Shantou Hotel                 | • Sheraton Shenzhen Nanshan                | • Sheraton Taitung Hotel                 |
| • Sheraton Wuxi Binhu Hotel                         | • Sheraton Xi’an North City Hotel       | • Sheraton Yunfu Xinxing Hotel           | • Sheraton Zhenjiang Hotel                 | • Sheraton Zibo Hotel                    |
| • Sheraton Beijing Lize Hotel                       | • Sheraton Changsha Hotel               | • Sheraton Chengdu Pidu                  | • Sheraton Dongguan Hotel                  | • Sheraton Grand Hangzhou Binjiang Hotel |
| • Sheraton Grand Taipei Hotel                       | • Sheraton Guangzhou Hotel              | • Sheraton Guiyang Hotel                 | • Sheraton Hohhot Hotel                    | • Sheraton Huangdao Hotel                |
| • Sheraton Jinan Hotel                              | • Sheraton Langfang Chaobai River Hotel | • Sheraton Mile Hotel                    | • Sheraton Ningbo Xiangshan Resort         | • Sheraton Qingdao Licang Hotel          |
| • Sheraton Sanya Haitang Bay Resort                 | • Sheraton Shanghai Hongkou Hotel       | • Sheraton Shaoxing Shangyu              | • Sheraton Taoyuan Hotel                   | • Sheraton Xiamen Hotel                  |
| • Sheraton Xi’an South                              | • Sheraton Zhongshan Hotel              |                                          |                                            |                                          |

- Filipiny

| • Sheraton Cebu Mactan Resort |
| • Sheraton Manila Bay         |
| • Sheraton Manila Hotel       |

- Gruzja

- Sheraton Batumi Hotel
- Sheraton Grand Tbilisi Metechi Palace

- Indie

| • Sheraton Grand Bangalore Hotel at Brigade Gateway             | • Sheraton Grand Pune Bund Garden Hotel |
| • Sheraton Grand Bengaluru Whitefield Hotel & Convention Center | • Sheraton Hyderabad Hotel              |
| • Sheraton Grand Chennai Resort & Spa                           | • Sheraton New Delhi Hotel              |
| • Sheraton Grand Palace Indore                                  |                                         |

- Indonezja

| • Sheraton Bali Kuta Resort Sheraton Lampung Hotel | • Sheraton Lampung Hotel                   |
| • Sheraton Bandung Hotel & Towers                  | • Sheraton Mustika Yogyakarta Resort & Spa |
| • Sheraton Belitung Resort                         | • Sheraton Senggigi Beach Resort           |
| • Sheraton Grand Jakarta Gandaria City Hotel       | • Sheraton Surabaya Hotel & Towers         |

- Japonia

| • Kobe Bay Sheraton Hotel & Towers | • Sheraton Grande Tokyo Bay Hotel | • Sheraton Miyako Hotel Tokyo          |
| • Sheraton Grand Hiroshima Hotel   | • Sheraton Kagoshima              | • Sheraton Okinawa Sunmarina Resort    |
| • Sheraton Grande Ocean Resort     | • Sheraton Miyako Hotel Osaka     | • Yokohama Bay Sheraton Hotel & Towers |

- Kazachstan

- Sheraton Astana Hotel

- Korea Południowa

- Sheraton Grand Incheon Hotel

- Kirgistan

- Sheraton Bishkek

- Malediwy

- Sheraton Maldives Full Moon Resort & Spa

- Malezja

- Sheraton Imperial Kuala Lumpur Hotel
- Sheraton Petaling Jaya Hotel

- Mjanma

- Sheraton Yangon Hotel

- Singapur

- Sheraton Towers Singapore

- Sri Lanka

- Sheraton Colombo Hotel
- Sheraton Kosgoda Turtle Beach Resort

- Tajlandia

| • Royal Orchid Sheraton Hotel & Towers |
| • Sheraton Hua Hin Pranburi Villas     |
| • Sheraton Hua Hin Resort & Spa        |
| • Sheraton Samui Resort                |

- Wietnam

| • Sheraton Can Tho                                 | • Sheraton Nha Trang Hotel & Spa      |
| • Sheraton Grand Danang Resort & Convention Center | • Sheraton Phu Quoc Long Beach Resort |
| • Sheraton Hai Phong                               | • Sheraton Saigon Hotel & Towers      |
| • Sheraton Hanoi Hotel                             |                                       |

### Bliski Wschód
- Arabia Saudyjska

| • Sheraton Dammam Hotel & Convention Centre |
| • Sheraton Jeddah Hotel                     |
| • Sheraton Makkah Jabal Al Kaaba Hotel      |
| • Sheraton Riyadh Hotel & Towers            |

- Izrael

- Sheraton Tel Aviv

- Jordania

- Sheraton Amman Al Nabil Hotel

- Katar

- Sheraton Grand Doha Resort & Convention Hotel

- Oman

- Sheraton Oman Hotel

- Zjednoczone Emiraty Arabskie

| • Sheraton Abu Dhabi Hotel & Resort   | • Sheraton Jumeirah Beach Resort             |
| • Sheraton Dubai Creek Hotel & Towers | • Sheraton Mall of the Emirates Hotel, Dubai |
| • Sheraton Grand Hotel, Dubai         | • Sheraton Sharjah Beach Resort & Spa        |

### Europa
- Austria: Salzburg Sheraton Grand Salzburg
- Belgia: Bruksela Sheraton Brussels Airport Hotel
- Chorwacja:

- Mlini Sheraton Dubrovnik Riviera Hotel
- Zagrzeb Sheraton Zagreb Hotel

- Francja:

- Mérignac Sheraton Bordeaux Airport
- Nicea Sheraton Nice Airport
- Tremblay-en-France Sheraton Paris Airport Hotel & Conference Centre

- Grecja: Rodos Sheraton Rhodes Resort
- Hiszpania:

- Antigua Sheraton Fuerteventura Beach, Golf & Spa Resort
- Palma Sheraton Mallorca Arabella Golf Hotel

- Irlandia: Athlone Sheraton Athlone Hotel
- Niderlandy: Amsterdam Sheraton Amsterdam Airport Hotel and Conference Center
- Niemcy:

- Berlin Sheraton Berlin Grand Hotel Esplanade
- Düsseldorf Sheraton Duesseldorf Airport Hotel
- Essen Sheraton Essen Hotel
- Frankfurt nad Menem Sheraton Frankfurt Airport Hotel and Conference Center
- Hanower Sheraton Hannover Pelikan Hotel
- Norymberga Sheraton Carlton Hotel Nuernberg
- Offenbach am Main Sheraton Offenbach Hotel

- Polska:

- Kraków Sheraton Grand Krakow ul. Powiśle 7
- Poznań Sheraton Poznan Hotel ul. Bukowska 3/9
- Sopot Sheraton Sopot Hotel ul. Powstańców Warszawy 10
- Warszawa Sheraton Grand Warsaw ul. Prusa 2

- Portugalia:

- Cascais Sheraton Cascais Resort
- Lizbona Sheraton Lisboa Hotel & Spa
- Porto Sheraton Porto Hotel & Spa

- Rumunia: Bukareszt Sheraton Bucharest Hotel
- Serbia: Nowy Sad Sheraton Novi Sad
- Słowacja: Bratysława Sheraton Bratislava Hotel
- Szwajcaria: Zurych Sheraton Zurich Hotel
- Szwecja: Sztokholm Sheraton Stockholm Hotel
- Turcja:

- Adana Sheraton Grand Adana
- Ankara Sheraton Ankara Hotel & Convention Center
- Bursa Sheraton Bursa Hotel
- Samsun Sheraton Grand Samsun Hotel
- Stambuł Sheraton Grand Istanbul Atasehir; Sheraton Istanbul Ataköy Hotel; Sheraton Istanbul City Center; Sheraton Istanbul Esenyurt; Sheraton Istanbul Levent

- Wielka Brytania

- Edynburg Sheraton Grand Hotel & Spa, Edinburgh
- Hayes Sheraton Skyline Hotel London Heathrow
- Londyn Sheraton Grand London Park Lane
- West Drayton Sheraton Heathrow Hotel

- Włochy:

- Como Sheraton Lake Como Hotel
- Ferno Sheraton Milan Malpensa Airport Hotel & Conference Centre
- Mediolan Sheraton Diana Majestic, Milan; Sheraton Milan San Siro
- Porto Cervo Cervo Hotel, Costa Smeralda Resort
- Rzym Sheraton Parco de’ Medici Rome Hotel

## Galeria

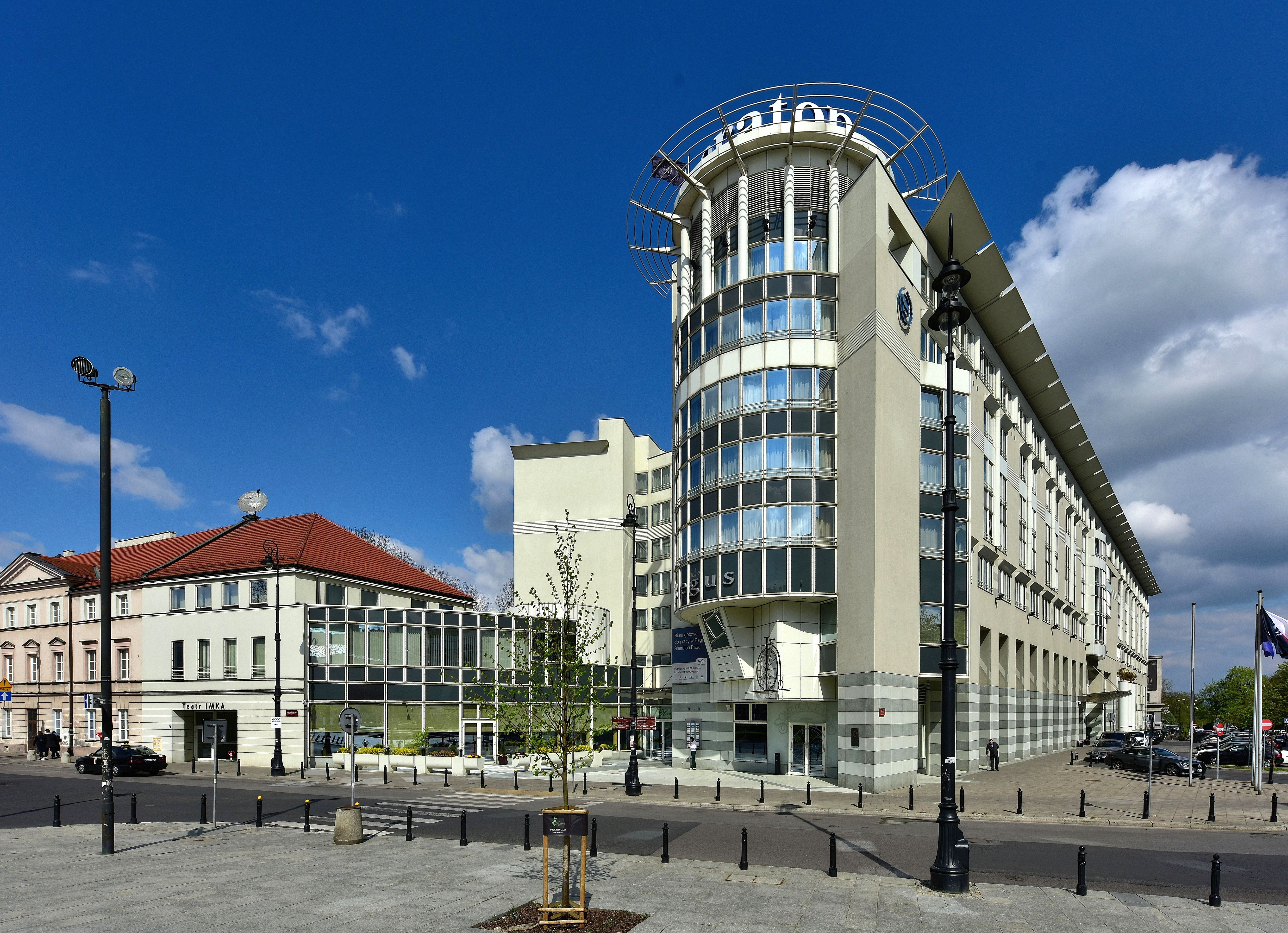
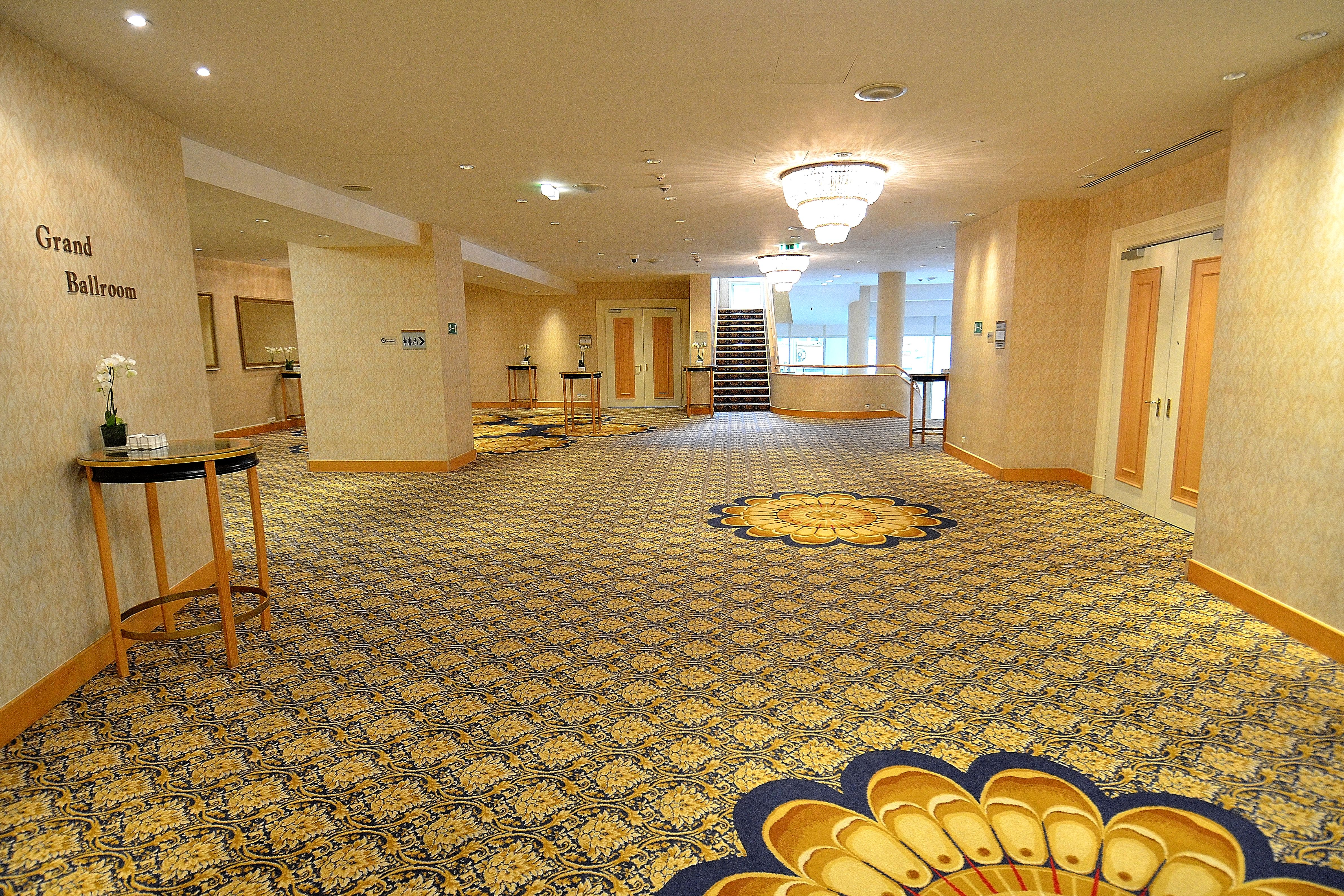
Wnętrze Sheraton Grand Warsaw w Warszawie
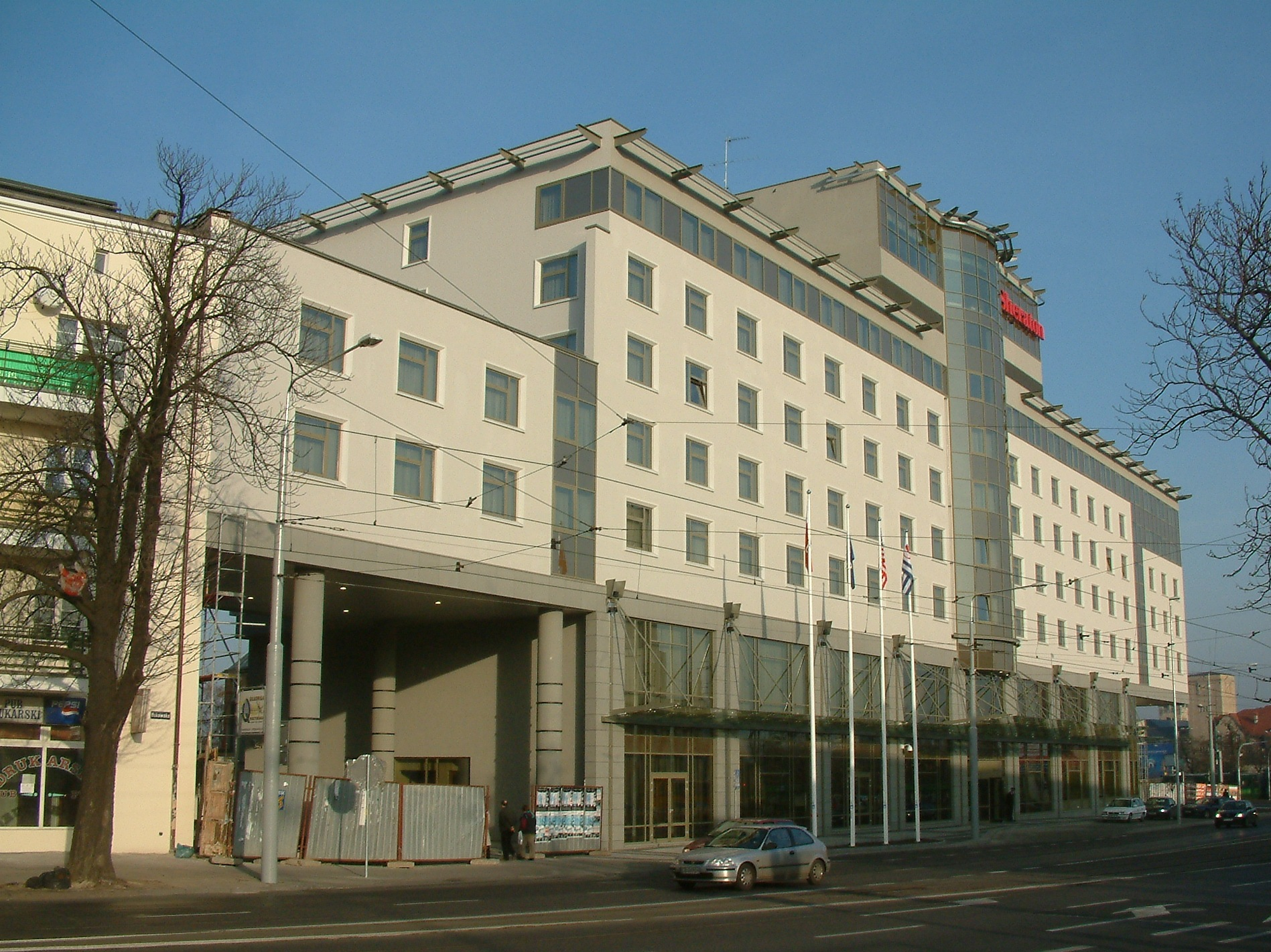
Sheraton Poznan Hotel w Poznaniu
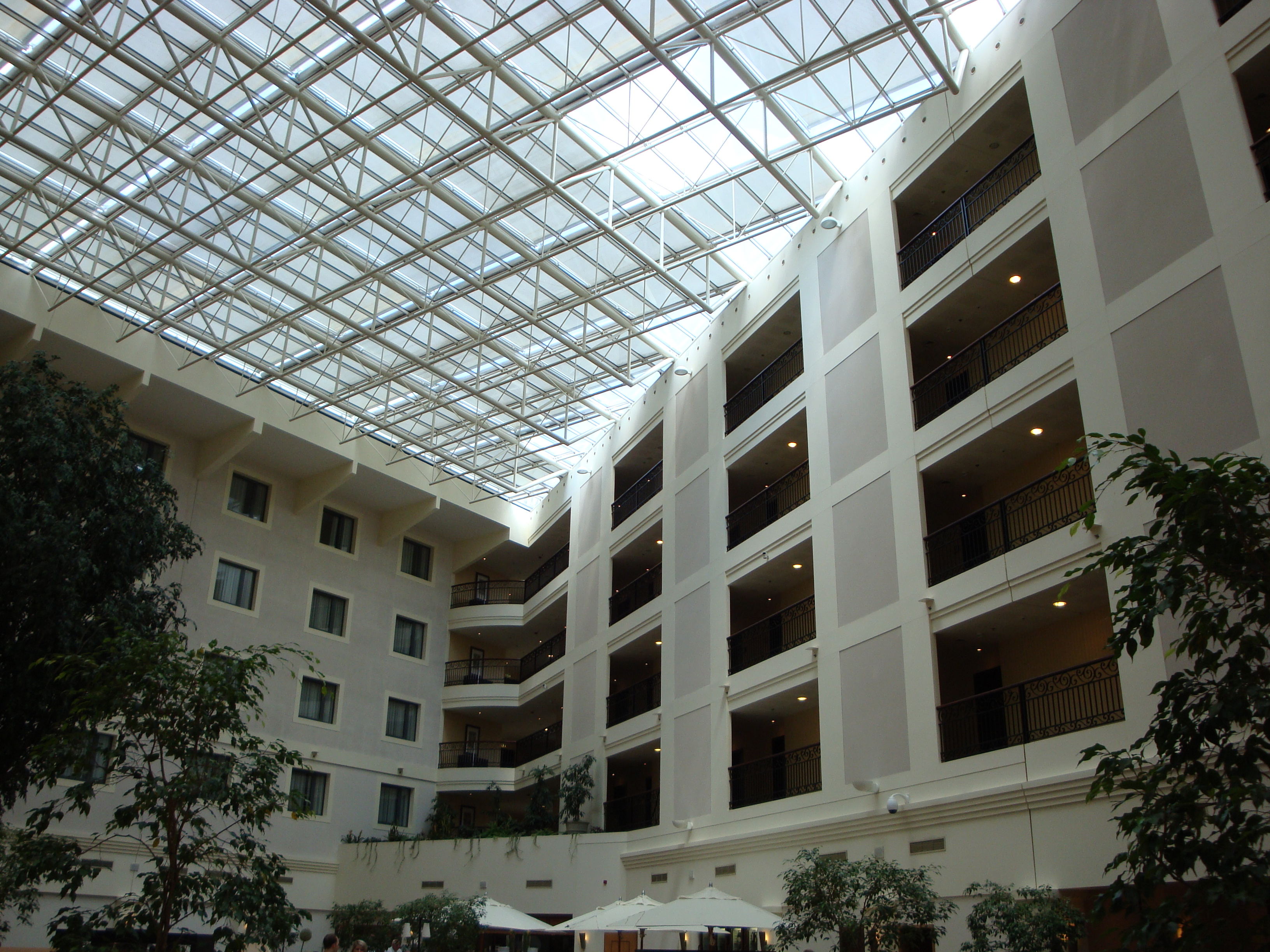
Atrium hotelu Sheraton Grand Krakow